# 유장 (회남여왕)
회남여왕 유장(淮南厲王 劉長, 기원전 199년 ~ 기원전 174년)은 전한 초기의 제후왕으로, 고제의 7남이다.

## 생애

### 불우한 출생
고제 8년(기원전 199년), 고제는 조나라를 들렀다. 조왕 장오는 자신의 측실 조(趙)씨를 고제에게 바쳤고, 조씨는 총애를 받아 아이를 배었다. 그러나 그때 장오의 신하 관고 등이 고제를 암살하려 한 것이 발각되었고, 장오와 조씨도 체포되었다. 조씨는 고제의 아들을 임신했음을 말하였으나, 고제는 풀어주지 않았다. 이에 조씨의 남동생 조겸(趙兼)이 심이기를 통하여 여후에게 목숨을 구걸하였으나, 여후는 질투심을 품어 고제에게 말하지 않았고 심이기 또한 그다지 애쓰지 않았다. 결국 조씨가 노하여 유장을 출산하고 스스로 목숨을 끊으니, 고제는 이를 후회하여 여후로 하여금 유장을 친자식처럼 키우게 하였다.

### 교만
고제 11년(기원전 196년), 회남왕 영포가 반란을 일으켰고, 유장은 영포를 대신하여 회남왕에 봉해졌다. 유장은 어려서 생모를 잃고 여후와 혜제와 가까이 지냈기 때문에, 형제들이 숙청당한 여후의 치세 때에도 난을 피할 수 있었다. 그러나 한편으로는 조씨를 구명하지 않은 심이기를 원망하였다.
유장은 장성하여 솥을 들어올릴 정도로 힘이 세졌다. 문제가 즉위한 후 유장은 자신이 문제와 가장 친밀한 황족임을 들먹여 교만해지고 법을 어기는 경우가 많았는데, 문제는 이를 용서하였다.
회남여왕 20년(기원전 177년), 유장은 장안에 입조하였다. 이때 심이기를 찾아가 둔기로 때리고, 종자 위경(魏敬)으로 하여금 목을 베게 하고는 살가죽을 벗겨 다음과 같이 말했다.
| “ | 저의 어미가 체포되었을 때 심이기는 여후에게 말하여 구해줄 수 있었으나 그러지 않았으니, 이것이 첫 번째 죄입니다. 조왕 유여의 모자는 죄가 없었음에도 여후가 죽였으나 이때 심이기는 말리지 않았으니, 이것이 두 번째 죄입니다. 여후가 여씨를 왕으로 삼았을 때 심이기는 말리지 않았으니, 이것이 세 번째 죄입니다. 저는 천하의 도적을 주살하여 어미의 원수를 갚았으니, 죄 받기를 기다립니다. | ” |

문제는 유장의 심정을 이해하였고, 또 형제이기 때문에 벌하지 않았다. 이 일로 문제의 모친 박태후와 황태자, 대신들 모두 유장을 꺼리게 되었다.
귀국 후 더더욱 교만해진 유장은 한나라의 법률을 폐지하고 스스로 법령을 반들어 천자의 제도를 쓰고, 불손한 글을 올리기 시작했다. 문제가 이를 매우 책망하여 외척인 장군 박소를 통해 유장을 꾸짖는 글을 보내니, 유장은 불쾌해하였다.

### 몰락
회남여왕 23년(기원전 174년), 유장은 시기(柴奇) 등과 반란을 획책하다가 발각되어 문초를 받았다. 문초를 담당한 승상 장창 등은 유장의 죄가 사형에 해당한다고 상주하였으나, 문제는 다시 문초하게 하였다. 다시 문초하여도 결과는 똑같았으나, 문제는 유장의 목숨을 살려주는 대신 봉국을 빼앗고 촉군으로 유배시켰다.
문제의 조치에 대하여 원앙은 유장이 치욕을 이기지 못하고 스스로 목숨을 끊을 것이며 문제는 아우를 죽였다는 오명을 뒤집어쓸 것이라고 간하였으나, 문제는 유장에게 잠시 부끄러움을 주고 그가 반성의 기미를 보이면 다시 불러들일 것이라고 대답하였다. 그러나 유장은 부끄러워하며 이렇게 말하였다.
| “ | 내가 용감한 자라고 말한 이가 누구냐? 나는 교만한 나머지 간언도 듣지 않고 이런 꼴이 되었다. 어떻게 일생 동안 이렇게 번민하며 지낼 수 있겠는가? | ” |

그러고는 굶어 죽었다. 가는 길에 아무도 수레 안을 들여다보지 않았고, 옹현(雍縣)에 이르러 현령이 수레의 문을 열어보고서야 문제에게 소식을 알렸다.
문제가 원앙에게 자문을 구하니, 원앙은 승상과 어사대부를 죽여 천하에 사죄할 것을 권하였다. 문제는 대신에 그들로 하여금 수레를 확인하지 않은 자·음식을 보낸 자·시중든 자를 모두 잡아들여 고문하고 기시하도록 하였고, 유장을 옹현에 장사지내고 묘지기로 30호를 두었다.
문제 8년(기원전 172년), 문제는 유장의 일고여덟살배기 네 아들들을 모두 열후에 봉했고, 4년 후 한나라 황제의 직할령으로 들어간 회남나라 땅을 내놓아 다시 나라를 세우면서 유장에게 '여'(厲)라는 시호를 내렸다.

## 출전
- 사마천, 《사기》 권118 회남형산열전
- 반고, 《한서》 권44 회남형산제북왕전

중국어 위키문헌에 이 글과 관련된 원문이 있습니다. 한서 권44 회남형산제북왕전제14

## 가계
- 전한 고제 (아버지)
- 조씨 (생모)
  - 회남여왕 유장
    - 회남왕 유안
    - 제북정왕 유발
    - 형산왕 유사
    - 동성애후 유량